# Ville résiliente
Pour les articles homonymes, voir Résilience.
Dans le cadre de l’aménagement du territoire ou de l’urbanisme est appelée ville résiliente la ville qui a la capacité de s’adapter aux événements afin de limiter les effets des catastrophes naturelles et de retrouver un fonctionnement normal le plus rapidement possible. Un des exemples de ville résiliente est la ville éponge.

## Origine du concept
La résilience est un terme venu de la psychologie et appliqué aux villes par l'intermédiaire de l'écologie. Il désigne la capacité des systèmes à retrouver leur équilibre après une perturbation. Le premier à introduire ce terme en écologie est C. S. Holling en 1973 . Aujourd'hui, ce terme concerne surtout les villes qui souhaitent anticiper des risques naturels importants : submersions marines, inondations urbaines, sécheresses et canicule. Les villes développent en ce sens des stratégies d'adaptation aux changements climatiques. Pour être résiliente, la ville peut par exemple agir sur l'autonomie alimentaire, l'approvisionnement en eau, en électricité mais aussi dans la gestion de risques naturels (inondations urbaines et îlots de chaleur urbain). Ainsi, la végétalisation, la gestion de l'assainissement mais aussi sa numérisation peuvent permettre d'assurer la résilience d'une ville.

## Objectifs
Les villes résilientes sont conçues ou adaptées pour anticiper les conséquences négatives des crises sur l’ensemble du territoire. Il s'agit donc de réduire la vulnérabilité urbaine et de mieux prévoir et gérer les aléas. L’innovation dans la construction et la reconversion urbaine permettent de réduire l’impact économique, social et écologique des crises sur l’ensemble des territoires et notamment sur certains réseaux ou bâtiments (TCSP, hôpital, réseau chaleur, etc.).

### Rentabilité économique
La ville résiliente est rentable quand elle permet de réduire les coûts directs et indirects, limite les pertes d’exploitation et les arrêts d’activités. Sa construction demande une très forte innovation, tant sur les formes urbaines et partis pris d’aménager, que sur l’organisation urbaine, l’implantation et la robustesse de fonctionnement des réseaux, le choix des matériaux et de modes de construction à privilégier, ainsi que celui des infrastructures et services à ne pas mettre en zone exposée aux risques majeurs.

### Solidarités sociales
En période de crises, les solidarités conditionnent la résilience des individus. Eric Klinenberg démontre la différence de mortalité entre les quartiers de North Lanwndale et Little Village par la dégradation des infrastructures certes, mais surtout par le délitement du lien social qui permet aux individus d'éviter l'isolement social et donc l'interconnaissance.

## Modèle d'avenir
Ainsi, en matière d’inondation, premier risque naturel en France, les travaux récents, en France comme en Europe, indiquent qu’il faut désormais passer à une vision de quartier pour réduire au mieux les atteintes et les dommages, en intégrant les bâtiments, les réseaux et leurs fonctions. Cela permettra d’engager un travail d’adaptation à l’échelle de toute la ville pour limiter les conséquences négatives.
Au niveau international, la croissance accélérée de l’urbanisation notamment en Asie et en Afrique rend les villes vulnérables aux différents aléas naturels et socio-politiques. La résilience des villes est alors fonction de leur niveau d’équipement, leur accessibilité et leur cohésion sociale.
Toute opération de renouvellement urbain ou d’extension est ainsi l’occasion de construire moins dommageable, plus résistant et plus résilient.
Sous réserve d’une forte innovation sur d’autres projets pilotes, la ville résiliente demeure à ce jour un modèle d’avenir, une ville en devenir .